# Гомес, Альфонсо
Альфонсо Гомес (исп. Alfonso Gómez, 28 октября 1980, Гвадалахара, Мексика) — мексиканский боксёр-профессионал, выступающий в первой средней (Light Middleweight) и полусредней (Welterweight) весовой категории. Был одним из участников реалити-шоу «Претендент», в котором занял третье место.

## Профессиональная боксёрская карьера
После любительского бокса, в котором Гомес провёл 90 поединков, 80 из которых выиграл, Альфонсо в 2001 году начал профессиональную карьеру. Второй поединок проиграл по очкам начинающему американскому боксёру, Ише Смиту, затем победил раздельным решением соотечественника Джесси Сантоса.
В марте 2002 года Гомес свёл вничью поединок с соотечественником Лебардо Романом. Затем Гомес победил по очкам американца Думонта Уиллера (12-1) и непобеждённого мексиканца, Майкла Сантоса (6-0).
В феврале 2003 года Альфонсо снова встретился с Джесси Сантосом, во второй встрече Сантос победил по очкам Гомеса, и нанёс ему второе поражение в карьере.
После поражения, Гомес нокаутировал непобеждённого американца мексиканского происхождения, Хуана Карлоса Амезуа (9-0).

### Реалити-шоу «Претендент»
В августе 2004 года Гомес принял участие в реалити-шоу «Претендент». В первом поединке сенсационно нанёс поражение непобеждённому американцу, Питеру Манфрелдо (21-0).
Через месяц встретился с датчанином, Ахмадом Каддуром (18-1), и так же победил его.
23 сентября 2004 года снова встретился с Питеру Манфрелдо. Во второй встрече поединок состоял из 7 раундов, и американец взял реванш по очкам близким решением судей.
Последний поединок в рамках шоу, Гомес победил в бою с американцем, Джесси Бринкли (25-2).
По итогам четырёх поединков, Альфонсо Гомес занял третье место.

### 2006—2008
В мае 2006 года Гомес во второй раз встретился с Джесси Фелчиано. Взять реванш за поражение у Гомеса не вышло, но он и не проиграл, во второй встрече была зафиксирована ничья.
14 июля 2007 года Альфонсо Гомес вышел на ринг с легендарным Артуро Гатти (40-8). Гатти был фаворитом в бою. и коэффициент на его победу составлял 2:1, но молодой Гомес быстро вымотал чемпиона, и в 7-м раунде отправил легендарного боксёра на канвас. После этого боя Артуро Гатти завершил карьеру.
Через три месяца Гомес победил по очкам боксёра из Ганы Бена Таки.
В апреле 2008 года Альфонсо Гомес вышел на ринг с непобеждённым пуэрториканцем Мигелем Котто (31-0) в бою за титул чемпиона мира по версии WBA в полусреднем весе. До встречи с Котто, Гомес имел три близких поражения по очкам, и ни разу не был в нокдауне. Пуэрториканец исправил этот недочёт в графике Гомеса, и за пять раундов трижды отправил претендента на канвас. В перерыве между 5 и 6 раундами Гомес решил поберечь здоровье, и отказался от продолжения боя. Котто нанёс Гомесу первое досрочное поражение в карьере.

### Возвращение
После досрочного поражения в чемпионском бою, Гомес более года не выходил на ринг. В мае 2009 года Гомес нокаутировал Хуана Мануэля Буэндия. Победив ещё двух рейтинговых боксёров, Гомес вышел на ринг с бывшим чемпионом мира, Хосе Луисом Кастильо (60-9-1). Кастильо не выдержал напора более быстрого Гомеса. Альфонсо победил досрочно, отказом от продолжения.
После удачного боя с бывшим чемпионом мира, Гомес должен был выйти на чемпионский бой с непобеждённым Хулио Сезаром Чавесом младшим, но во время тренировочного процесса получил травму локтя, и был вынужден уйти из бокса более чем на год.
21 мая 2011 года Альфонсо вернулся победой нокаутом над американцем Келвином Грином (21-5-1).
В сентябре 2011 года, Гомес вышел на чемпионский поединок с непобеждённым молодым мексиканцем Саулем Альваресом (37-0-1). Альварес уже в первом раунде послал Гомеса на канвас ринга. Претендент смог встать и принял бой, но избиение, которое к шестому раунду стало ещё более явным, вынудило рефери прекратить поединок, зафиксировав победу Альвареса техническим нокаутом.
В июле 2012 года Гомес проиграл по очкам американцу Шону Портеру (19-0).
Вышел на ринг два года спустя в июле 2014 года, и победил решением судей американца Эда Паредейса (35-3).
20 марта 2015 года победил единогласным решением судей японца Ёсихиро Камэгаи (25-2-1).